# Гайворонский, Иван Иванович (метеоролог)
Иван Иванович Гайворонский (1910—1975) — советский геофизик, лауреат Государственной премии СССР 1969 года.
Родился 24.11.1910 в Царицыне (Волгоград).
Окончил агрометеорологический факультет Саратовского СХИ (1928—1931) и аспирантуру Государственного научно-исследовательского геофизического института (1931—1934), где одновременно работал в Лаборатории атмосферного электричества.
Метеоролог — методист отдела учебных заведений ГУГМС (Главное управление гидрометеорологической службы) (1934—1936), заместитель директора и руководитель отдела атмосферного электричества Московской геофизической обсерватории (1936—1941).
В 1941—1946 гг. преподаватель метеорологии в высшем военном гидрометеорологическом институте Красной Армии, инженер-капитан.
В 1945 году защитил кандидатскую диссертацию:
- Электропроводимость нижних слоев тропосферы : диссертация … кандидата физико-математических наук : 01.00.00. — Ленинград, 1945. — 91 с. : ил.

С 1946 года работал в ЦАО (Центральная аэрологическая обсерватория): старший научный сотрудник лаборатории радиозондирования, c 1955 г. начальник лаборатории отдела активных воздействий, c 1965 года заведующий лабораторией воздействия на облака и туманы, с 1970 первый заведующий отделом активных воздействий.
Сфера научных интересов — активные воздействия на атмосферу.
Лауреат Государственной премии СССР 1969 года (в составе авторского коллектива) — за разработку и внедрение метода и средств борьбы с градобитиями с использованием противоградовых ракет и снарядов.
Награждён орденами Трудового Красного Знамени, «Знак Почёта» и медалями.
Умер 15 ноября 1975 года после продолжительной тяжёлой болезни.
Сочинения:
- Колхозная агрометеорологическая станция [Текст] / И. И. Гайворонский, И. М. Петунин. — Москва : Сельхозгиз, 1952. — 239 с.; 5 л. ил. : ил.; 21 см.
- Метеорологический практикум [Текст] : [Учеб. пособие для гидрометеорол. техникумов] / И. И. Гайворонский и М. С. Аверкиев. — Ленинград : изд-во и 2-я типолитогр. Гидрометеоиздата, 1949. — 312 с. : ил.; 23 см.